# Indicateur de vitesse de giration
 (octobre 2012).
Si vous disposez d'ouvrages ou d'articles de référence ou si vous connaissez des sites web de qualité traitant du thème abordé ici, merci de compléter l'article en donnant les références utiles à sa vérifiabilité et en les liant à la section « Notes et références ».
L’indicateur de vitesse de giration ou RoT (Rate of Turn indicator en anglais)  est un instrument de navigation.

## Définition
L’indicateur de vitesse de giration ou le « Rate of Turn (abrégé : RoT) indicator » en anglais, est un instrument qui indique la vitesse à laquelle un navire change de cap ainsi que la direction de son changement de cap.

## Fonctionnement d’un indicateur de vitesse de giration
Son fonctionnement est basé sur le principe du gyroscope. Il est composé d’un écran avec ’une échelle graduée (avec le zéro en haut), et un pointeur. Si le navire ne change pas de cap, le pointeur de l’instrument sera situé sur le zéro. Lorsque le navire changera de cap, le pointeur se déplacera et ira se positionner sur la valeur correspondant à la vitesse de giration du navire.

## Différents types d’indicateurs de vitesse de giration
- L’indicateur analogique : sur lequel la vitesse de giration est indiquée à l’aide d’un pointeur se déplaçant sur une échelle graduée
- L’indicateur digital : sur lequel la vitesse de giration est indiquée dans une fenêtre alphanumérique

L’indicateur de vitesse de giration peut être utilisé seul ou combiné avec d’autres instruments de navigation (comme avec le pilote automatique par exemple)
Sur les navires de mer, il est obligatoire d’avoir une indicateur analogique. On peut, mais on ne doit pas, avoir en plus un indicateur digital. On peut retrouver toutes les prescriptions sur les indicateurs de vitesse de giration dans le chapitre V (sur la sécurité de la navigation) de la convention SOLAS de 1974 (the International Convention for the Safety of Life at Sea). Les règles V/18 et V/19 disent entre autres que les navires de mer de 50 000tjb et plus doivent disposer à leur bord d’uin indicateur de vitesse de giration ou d’un autre instrument capable de déterminer et de nous transmettre la vitesse du changement de cap de notre navire.